# Franz Tamayo
Franz Tamayo Solares (La Paz, 28 de febrero de 1879 - ibídem, 29 de julio de 1956) fue un poeta, político e intelectual boliviano, considerado una de las figuras centrales de la literatura boliviana del siglo XX. Su pensamiento ha sido catalogado como «indigenismo no marxista», debido a las influencias que recibió del vitalismo nietzscheano.

## Primeros años de su vida
Franz Tamayo fue el primogénito de Felicidad Solares, mujer de sangre indígena, e Isaac Tamayo Sanjinez, político boliviano que se desempeñó como diputado, diplomático y ministro de estado. De familia acomodada, vivió parte de sus primeros años en las haciendas paternas y en el exterior del país. Aunque pasó algunos meses por las aulas del Colegio Nacional Ayacucho, recibió principalmente educación privada de humanidades, piano, alemán, latín y francés entre otras materias. Su padre fue nombrado representante diplomático en Brasil, y luego de la revolución federal de 1899, se estableció con su familia en Europa.
Tamayo regresó a Bolivia en 1904, pero abandonó nuevamente el país en 1908 para estudiar en La Sorbona. En Londres, conoció y se casó con la francesa Blanca Bouyon. La pareja vivió unos años en Europa y otros cinco en Bolivia, tras lo cual la unión fue disuelta. Las dos hijas del matrimonio murieron a corta edad.
Tiempo después, alrededor de 1910, conoció y se enamoró de Luisa Galindo, con quien formalizó una relación al margen del matrimonio, a pesar de la oposición familiar.

## Política
Junto a Tomás Manuel Elio y otros jóvenes intelectuales, Tamayo fundó el Partido Radical en 1911, que en la década siguiente se dividiría en varias facciones. En 1914 fue elegido diputado por La Paz y en 1917 fue candidato a la presidencia de la República. A lo largo de su carrera política, fue un duro crítico de los mandatarios Ismael Montes, Bautista Saavedra y Hernando Siles.
Su ideología política y la de su partido se fueron plasmando en varios artículos publicados en El Diario. En 1915 fundó un nuevo periódico, El Fígaro, y en 1917,  El Hombre Libre, que dirigió. Desde un principio Tamayo realizó una crítica continua a los personajes del poder, tanto desde el parlamento como la prensa.

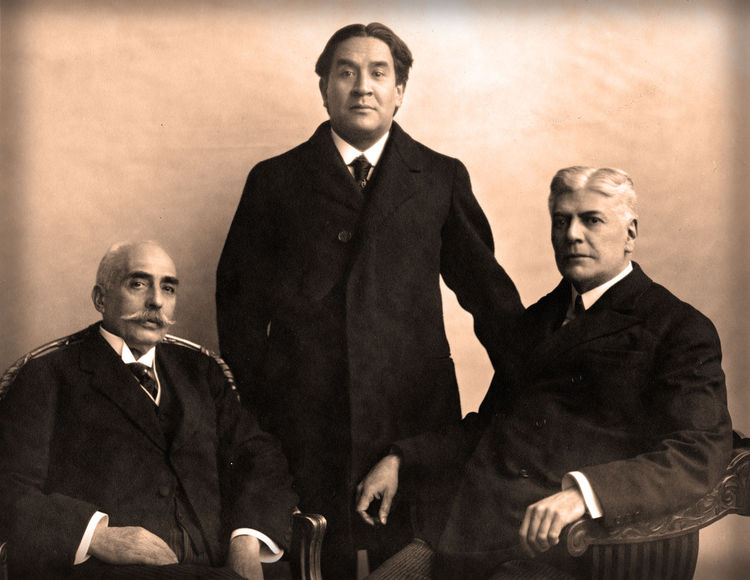
El poeta, al centro, con Félix Avelino Aramayo y Florián Zambrana, los tres representantes bolivianos ante la Liga de las Naciones en 1920

Sin embargo, sirvió como representante boliviano ante la Sociedad de Naciones en 1921, para plantear la revisión del tratado de 1904 con Chile. Luego, en 1926, fue nombrado consultor del Ministerio de Relaciones Exteriores, durante la presidencia de Siles, y ministro de esa cartera en el gobierno de Daniel Salamanca. Fue presidente de la Asamblea Legislativa en 1931. 
Durante esa gestión legislativa, fue un proponente de la controversial Ley Capital, que abogaba por el tiranicidio. Mayoritariamente rechazada, fue causa de mofa de intelectuales y periodistas contemporáneos como Augusto Céspedes: «[...] se procederá a la eliminación del tirano, la cual será practicada indudablemente por Tamayo en persona, dándole al condenado un cabezazo en el estómago»
Ganó las elecciones presidenciales de 1934, pero no pudo asumir el cargo debido al golpe militar  contra Salamanca, un hecho que se conoce en la historia de Bolivia como el Corralito de Villamontes. Tamayo no hizo defensa de su calidad de presidente electo; consideraba que, caído el gobierno de Salamanca, su triunfo en los comicios quedaba anulado. Después de la anulación de las elecciones, se produjeron actos vandálicos contra algunas propiedades de Tamayo, hechos que influyeron en su retirada de la vida pública y política por 10 años.
En diciembre de 1943, la logia militar Razón de Patria y el Movimiento Nacionalista Revolucionario, encabezan un golpe contra Enrique Peñaranda, imponiendo a Gualberto Villarroel como presidente de facto. El nuevo régimen convocó a una Asamblea Constituyente en la que Tamayo fue elegido representante por La Paz y designado presidente de dicha asamblea por aclamación.
Durante el ejercicio de su mandato le tocó vivir los fusilamientos de Chuspipata, una serie de ejecuciones a líderes de un movimiento insurreccional en noviembre de 1944. Villarroel negó haber dado la orden de ejecución, pero reconoció la responsabilidad de su gobierno en tales hechos. El escritor relataría su accionar frente a los fusilamientos en su opúsculo Tamayo rinde cuenta, donde aclara que, aunque no pudo regresar a la vida a los primeros fusilados, evitó la muerte de otros sesenta mediante su arenga en la Asamblea Legislativa. Renunció a su cargo en 1945.

## Pensamiento

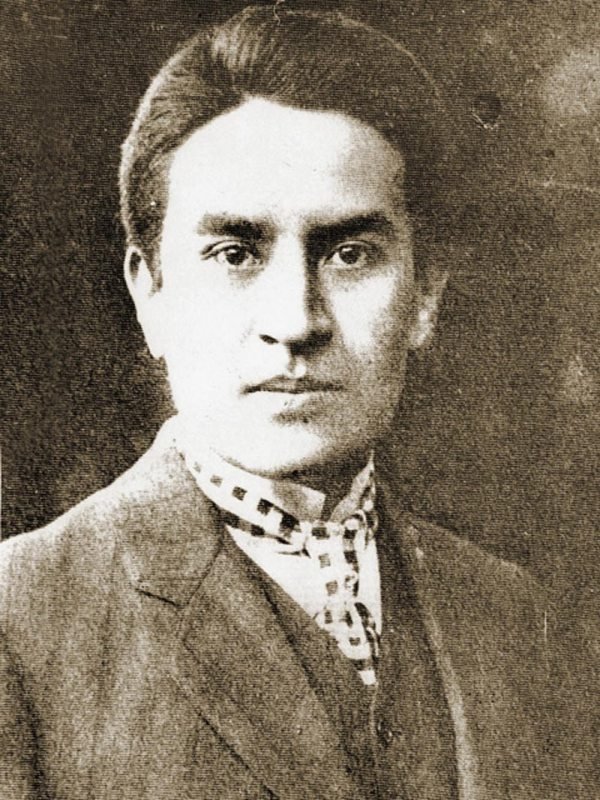
Franz Tamayo en su juventud

En 1910 Tamayo publicó Creación de la pedagogía nacional, recopilación de una serie de artículos publicados en el El Diario de La Paz que sienta las bases de su pensamiento.
Si bien resalta en este libro la energía proveniente del indígena, su visión es esencialmente determinista. Tamayo maneja mucho el concepto de raza y toma las capacidades del blanco, cholo e indio (expresiones hoy obsoletas en el plano científico) como facultades naturales desde el nacimiento. Es de todos modos un impulsor del estudio de la cultura indígena para su inclusión en los planes pedagógicos, aunque poco hable de cultura.
Tamayo proclamó ya en su primera época de intelectual que se debe reconcebir la pedagogía nacional partiendo de los mismos profesores bolivianos, los que deben incluir a los sectores indígenas en este cometido, ya que el indígena sería, según el autor, el primer ser que, a diferencia de los blancos y los cholos, estaría en condiciones de fortalecer el país en su identidad y en la estructuración de una pedagogía.

## Poesía
Como poeta, se le considera uno de los máximos representantes del modernismo en Bolivia, aunque se mantuvo, en general, al margen de los círculos literarios de la época. Refiriéndose a sus primeras obras, como Odas (1898), Enrique Finot lo califica como un «poeta solitario, aislado en su torre de marfil, indiferente al éxito fácil o al elogio convencional». Su original obra estuvo influenciada por el helenismo clásico, como en La Prometheida o las oceánides (1917) o Epigramas griegos (1945).
En Los nuevos rubayat (1927), probablemente inspirados de la poesía de Omar Jayam, Tamayo aborda temáticas diversas, desde la metafísica, el tiempo y la ilusión. También publicó Scherzos (1932), cantos en seguidillas (forma de poesía popular española); y Scopas (1939), tragedia lírica dedicada a su hijo Ruy Gonzalo.

## Vida personal
Según el biógrafo Néstor Taboada, Franz Tamayo tuvo dos esposas y varios hijos. La primera era francesa y se llamaba Blanca Bouyon. La segunda era boliviana y se llamaba Luisa Galindo. Con la primera tuvo dos hijos y con la segunda quince.Entre sus hijos resalta el pintor indigenista Harmodio Tamayo. 

## Legado

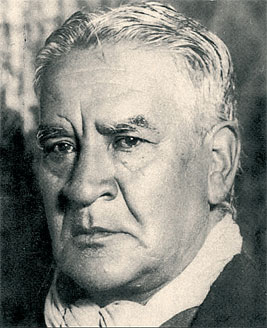
Una de las últimas fotos de Tamayo

Pese al aislamiento que vivió en determinados momentos de su vida, Tamayo ha sido considerado como una de las figuras más importantes de la literatura y la cultura boliviana de la primera mitad del siglo XX. Sin embargo, a pesar de ser una figura intelectual destacada, mucha de su obra literaria es bastante desconocida, en parte por la falta de divulgación y reedición de sus escritos.
La figura de Tamayo, por lo polifacética, es generalmente analizada desde perspectivas distintas. El poeta y pensador ha recibido elogios de escritores como Óscar Cerruto: «Tamayo es la mayor figura intelectual del siglo y medio de la República, con una personalidad avasallante, una obra de poesía que, si prescindimos de sus altibajos y de su intricación léxica, es una de las más profundas que se hayan escrito en América» Su personalidad fuerte, plasmada en su obra y evidente en su conducta política, fue también ponderada por intelectuales como Augusto Guzmán: «Genio inconforme y melancólico, su orgullo era como la cresta luminosa de una ola sobre el mar salobre del dolor».
En 1965 se instituyó un concurso literario en su honor, que al principio se otorgaba en diversos géneros, pero que después quedó limitado al cuento.
Una provincia del departamento de La Paz lleva su nombre, y también varias instituciones educacionales, como la Universidad Privada Franz Tamayo (UNIFRANZ), en La Paz, o el Colegio Adventista Franz Tamayo.

## Obras
| Año  | Obra                                                              | Género literario |
| 1898 | Odas                                                              | Poesía           |
| 1905 | "Proverbios sobre la vida, el arte y la ciencia"                  | Poesía           |
| 1917 | La Prometheida o las oceánides                                    | Poesía           |
| 1922 | Nuevos proverbios                                                 | Poesía           |
| 1924 | Proverbios sobre la vida, el arte y la ciencia, fascículo segundo | Poesía           |
| 1927 | Los nuevos rubayat                                                | Poesía           |
| 1932 | Scherzos                                                          | Poesía           |
| 1939 | Scopas                                                            | Poesía           |
| 1945 | Epigramas griegos                                                 | Poesía           |
| 1910 | Creación de la pedagogía nacional                                 | Ensayo           |
| 1911 | Crítica del duelo                                                 | Ensayo           |
| 1915 | Horacio y el arte lírico                                          | Ensayo           |
| 1947 | Tamayo rinde cuenta                                               | Ensayo           |